# Stewart McAllister
Stewart McAllister (* 27. Dezember 1914 in Wishaw, North Lanarkshire, Schottland; † 27. November 1962 in Lanark, South Lanarkshire, Schottland) war ein britischer Filmeditor, der überwiegend Dokumentarfilme schnitt. Regelmäßig arbeitete er mit Regisseur Humphrey Jennings zusammen.

## Leben
Stewart McAllister studierte von 1931 bis 1936 Kunst an der Glasgow School of Art, wo er Norman McLaren kennenlernte, mit dem er ab 1933 erste Filmprojekte umsetzte. Nach einer Europareise folgte McAllister im August 1937 McLaren zur GPO Film Unit, wo er zunächst als Grafiker arbeitete.
1939 war er als Assistant an der Entstehung von Maurice Harveys Kurzfilm The Islanders beteiligt, wobei er eine Szene filmte, aber vermutlich noch nicht direkt am Schnitt des Films beteiligt war. McAllister schnitt dann die Filme Men of the Lightship (1940) und Target for Tonight (1941). Danach begann eine mehrjährige Zusammenarbeit mit Regisseur Humphrey Jennings, für den McAllister unter anderem die Filme London Can Take It! (1940), Words for Battle (1941) und The Heart of Britain (1941) schnitt. Jennings und McAllister entwickelten danach gemeinsam die Idee für Listen to Britain, bei dem McAllister auch die Co-Regie übernahm. Nach einigen weiteren Arbeiten für Jennings geriet McAllisters Karriere ins Stocken, als mehrere seiner Projekte nicht mehr finanziert oder nach Problemen bei den Dreharbeiten eingestellt wurden.
1950 schnitt McAllister noch einmal für Humphrey Jennings den Dokumentarfilm Family Portrait (1950). Weitere Projekte kamen nicht zustande, da Jennings im September 1950 bei der Vorbereitung von Filmaufnahmen in Griechenland von einer Klippe stürzte und starb. McAllister schnitt zu diesem Zeitpunkt für British Transport Films (BTF) den Dokumentarfilm Berth 24 (1950) und wurde danach vom Unternehmen als Senior Editor festangestellt. Ab 1952 übernahm er bei British Transport Films zunehmend Aufgaben als Produzent. Er wirkte dort bis kurz vor seinem Tod durch Leberkrebs Ende November 1962.
1983 veröffentlichte Dai Vaughan seine Biografie als Portrait of an Invisible Man: The Working Life of Stewart McAllister, Film Editor.

## Filmografie (Auswahl)
Dokumentarfilme, sofern nicht anders angegeben
- 1933: 7 Till 5
- 1938: North Sea
- 1938: Mony a Pickle (Kurzfilm)
- 1939: The Islanders (als Assistant)
- 1940: Men of the Lightship
- 1940: London Can Take It!
- 1940: Britain Can Take It!
- 1941: The Heart of Britain
- 1941: Target for Tonight
- 1941: Words for Battle
- 1942: Listen to Britain (auch Co-Regie und Drehbuch)
- 1943: Fires Were Started (Dokudrama)
- 1943: The Silent Village
- 1944: The Eighty Days
- 1945: A Diary for Timothy
- 1950: Family Portrait
- 1950: Berth 24
- 1951: Journey Into History
- 1952: Train Time